# 梅妃

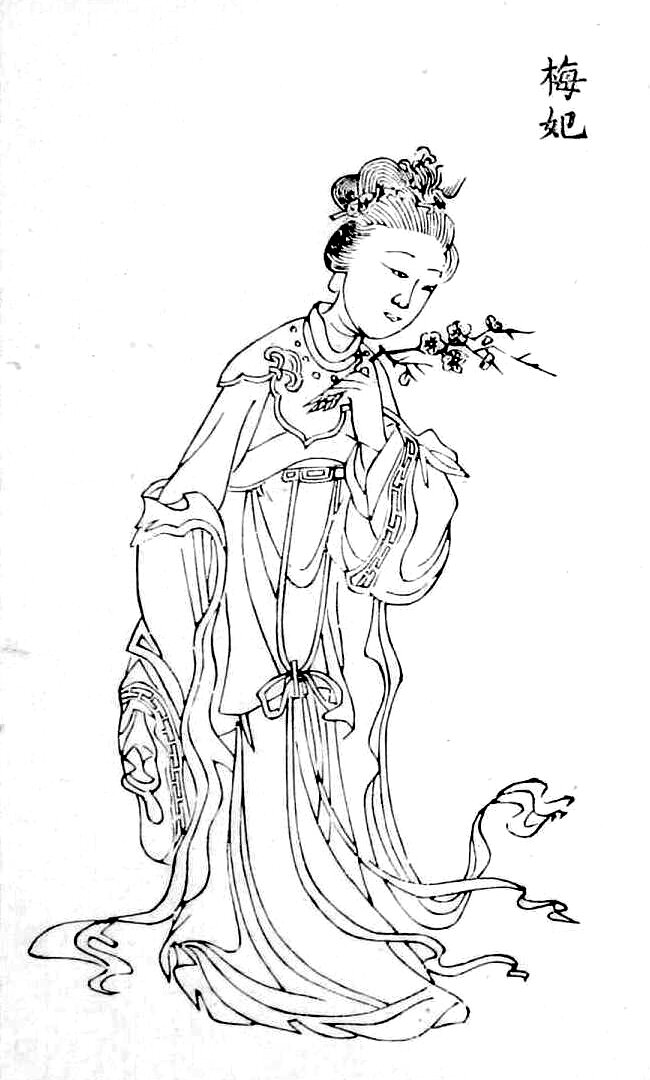
『百美新詠図伝』

梅妃（ばいひ）は、宋の小説『梅妃伝』の主人公。実在の人物かは不明。伝承では唐代の皇妃。姓は江、名は采蘋。泉州莆田県の出身。医者の江仲遜の娘。玄宗皇帝の寵姫の一人。楊貴妃と寵愛を争ったといわれる。

## 経歴
『旧唐書』『新唐書』『資治通鑑』のいずれにもその名は見えず、作者不詳（唐の曹鄴という説もある）の伝記『梅妃伝』に伝わるだけである。
詩作に才能があり、開元年間、20歳の時に宦官の高力士に選ばれ、玄宗に仕え大いに寵愛を受けた。後宮の女性たちにかなうものがないほどの姿態であり、文芸に長じていて謝道韞と自分を比較していた。部屋の周りに梅を好んで植え、玄宗はそこを梅亭と名付けた。梅の花が咲いた時には、詩を作り花を愛でて、夜までそこにいたと伝えられる。そのため、玄宗から「梅妃」という名で呼ばれた。この時、7首の賦を作ったことが伝えられる。
宴席の度に玄宗の側にはべり、『梅精』と呼ばれ、笛と驚鴻の舞に長じていた。梅妃が蜜柑を配っていた時、玄宗の兄弟である王の一人に靴を踏まれたため、すぐに退出した。この時、呼び出しても、玄宗自身が迎えにいっても、理由をつけて出てこなかったという。また、「闘茶では陛下に勝てましたが、天下のことなら私が勝負になるものではありません」と言って、玄宗を喜ばせた話が残っている。
楊貴妃が後宮に入り、寵愛が奪われはじめ、二人は互いに道を避けて歩いた。梅妃はおっとりした性格だったために争いに敗れ、上陽東宮に移された。玄宗に召されたこともあったが、現場に楊貴妃が現れ、逃げるように帰った話が伝えられる。
その後、召されることはなく、自ら賦や詩を作り玄宗に贈ったが、寵愛は戻ることはなかった。安史の乱の勃発により至徳元載（756年）に玄宗が出奔した後、長安に取り残されて、安禄山の兵に殺され、哀れんだものから梅の木の傍に埋められた。後に玄宗によって埋葬されたと伝えられる。
梅樹への愛玩ぶり、闘茶の記述が宋代に流行したものであることなどから、架空の人物説が強いが、楊貴妃を題材にした多くの小説、戯曲において、物語の重要な役割を担っている。
後世において、民間で神格化されて梅の花神として祀られる。

## 驚鴻記
梅妃を主役にして、明の呉世美によって作られた戯曲が『驚鴻記』である。
内容は『梅妃伝』『長恨歌伝』等を下地にした上で、楊貴妃と玄宗の寵愛を争い詩で応酬しあう話、皇太子の李瑛との関係を疑われ幽閉される話、梅妃が長安を脱出して女道士となり玄宗と再会する話、楊貴妃の霊から梅妃の前世が許飛瓊（西王母の侍女）であることが明かされる話などが追加されている。
史実の軽視など批判も大きいが、清代の『隋唐演義』に数多く描写が襲用されている。また、同じ清代の洪昇の『長生殿』にも影響を与えている。

## 伝記資料
- 無名氏『梅妃伝』